# Myiopharus doryphorae
Myiopharus doryphorae là một loài ruồi trong họ Tachinidae.